# L'Ivresse du pouvoir
L'Ivresse du pouvoir is een Franse dramafilm uit 2006 onder regie van Claude Chabrol.

## Verhaal
Onderzoeksrechter Jeanne Charmant-Killman, bijgenaamd de piranha, leidt een fraudeonderzoek, waarin de voorzitter van een multinationale onderneming, Michel  Humeau,  aanvankelijk de hoofdrol speelt. Het onderzoek roept steeds meer vragen op en de tegenpartij slaat terug met een gesaboteerde auto en vernielingen op kantoor. Ook  haar privéleven lijdt vreselijk onder het fraudeonderzoek. Hoe meer Jeanne te weten komt, hoe meer die wetenschap haar soms net als bij haar verdachtend soms
dronken maakt van haar macht. Maar haar superieuren hebben haar echter gedurende haar gehele onderzoek steeds onopvallend aan een touwtje en aan het eind van de film kiest Jeanne daarom eieren voor haar geld.

## Rolverdeling
- Isabelle Huppert: Jeanne Charmant-Killman
- François Berléand: Michel Humeau
- Patrick Bruel: Jacques Sibaud
- Marilyne Canto: Erika
- Robin Renucci: Philippe Charmant-Killman
- Thomas Chabrol: Félix
- Jean-François Balmer: Boldi
- Pierre Vernier: Martino
- Jacques Boudet: Descarts
- Philippe Duclos: Jean-Baptiste Holéo
- Roger Dumas: René Lange